# U-645 (tàu ngầm Đức)
U-645 là một tàu ngầm tấn công  Lớp Type VII thuộc phân lớp Type VIIC được Hải quân Đức Quốc Xã chế tạo trong Chiến tranh Thế giới thứ hai. Nhập biên chế năm 1942, nó đã thực hiện được ba chuyến tuần tra và đánh chìm hai tàu buôn với tổng tải trọng 12.788 GRT. U-645 bị mất tích trong chuyến tuần tra cuối cùng trong Đại Tây Dương về phía Tây Bắc Tây Ban Nha từ ngày 12 tháng 12, 1943 mà không rõ nguyên nhân.

## Thiết kế và chế tạo

### Thiết kế

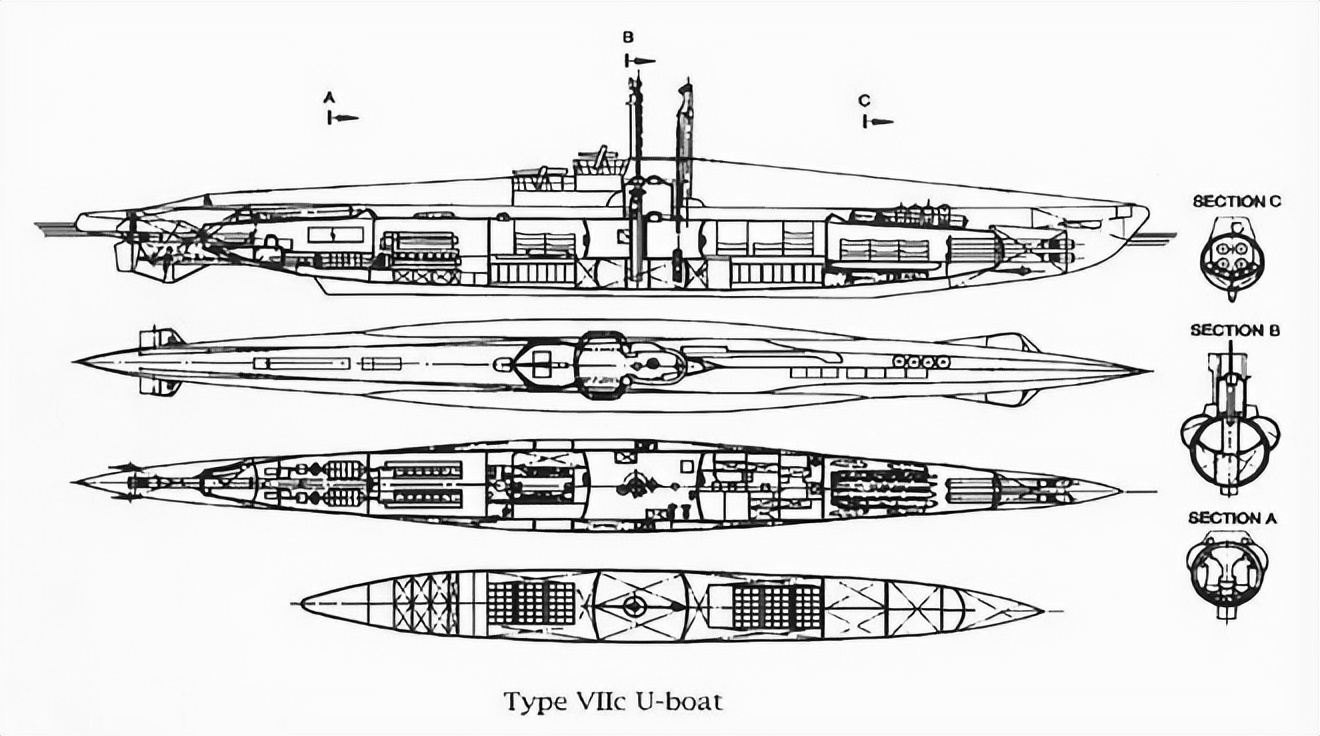
Sơ đồ các mặt cắt một tàu ngầm Type VIIC

Phân lớp VIIC của Tàu ngầm Type VII là một phiên bản VIIB được kéo dài thêm. Chúng có trọng lượng choán nước 769 t (757 tấn Anh) khi nổi và 871 t (857 tấn Anh) khi lặn). Con tàu có chiều dài chung 67,10 m (220 ft 2 in), lớp vỏ trong chịu áp lực dài 50,50 m (165 ft 8 in), mạn tàu rộng 6,20 m (20 ft 4 in), chiều cao 9,60 m (31 ft 6 in) và mớn nước 4,74 m (15 ft 7 in).
Chúng trang bị hai động cơ diesel Germaniawerft F46 siêu tăng áp 6-xy lanh 4 thì, tổng công suất 2.800–3.200 PS (2.100–2.400 kW; 2.800–3.200 bhp), dẫn động hai trục chân vịt đường kính 1,23 m (4,0 ft), cho phép đạt tốc độ tối đa 17,7 kn (32,8 km/h), và tầm hoạt động tối đa 8.500 nmi (15.700 km) khi đi tốc độ đường trường 10 kn (19 km/h). Khi đi ngầm dưới nước, chúng sử dụng hai động cơ/máy phát điện Garbe, Lahmeyer & Co. RP 137/c  tổng công suất 750 PS (550 kW; 740 shp). Tốc độ tối đa khi lặn là 7,6 kn (14,1 km/h), và tầm hoạt động 80 nmi (150 km) ở tốc độ 4 kn (7,4 km/h). Con tàu có khả năng lặn sâu đến 230 m (750 ft).
Vũ khí trang bị có năm ống phóng ngư lôi 53,3 cm (21 in), bao gồm bốn ống trước mũi và một ống phía đuôi, và mang theo tổng cộng 14 quả ngư lôi, hoặc tối đa 22 quả thủy lôi TMA, hoặc 33 quả TMB. Tàu ngầm Type VIIC bố trí một hải pháo 8,8 cm SK C/35 cùng một pháo phòng không 2 cm (0,79 in) trên boong tàu. Thủy thủ đoàn bao gồm 4 sĩ quan và 40-56 thủy thủ.

### Chế tạo
U-645 được đặt hàng vào ngày 20 tháng 1, 1941, và được đặt lườn tại xưởng tàu của hãng Blohm & Voss ở Hamburg vào ngày 17 tháng 12, 1941. Nó được hạ thủy vào ngày 3 tháng 9, 1942, và nhập biên chế cùng Hải quân Đức Quốc Xã vào ngày 22 tháng 10, 1942 dưới quyền chỉ huy của Hạm trưởng, Thiếu úy Hải quân Otto Ferro.

## Lịch sử hoạt động
Sau khi hoàn tất việc huấn luyện trong thành phần Chi hạm đội U-boat 5, U-645 được điều sang Chi hạm đội U-boat 3 từ ngày 1 tháng 5, 1943 để hoạt động trên tuyến đầu cho đến khi bị mất.

### Chuyến tuần tra thứ nhất
U-645 khởi hành từ cảng Kiel, Đức vào ngày 24 tháng 4, 1943 cho chuyến tuần tra đầu tiên trong chiến tranh. Nó đã tiến ra Bắc Hải, rồi băng qua khe GI-UK giữa Iceland và quần đảo Faroe để vòng qua quần đảo Anh và hoạt động ở vùng biển Bắc Đại Tây Dương về phía Đông Nam Greenland.
Ở vị trí về phía Bắc quần đảo Azores, lúc 13 giờ 00 ngày 24 tháng 4, chiếc U-boat bị một máy bay ném bom B-24 Liberator thuộc Liên đội 86 Không quân Hoàng gia Anh (RAF) hộ tống cho Đoàn tàu TA-48 thả năm quả mìn sâu tấn công, khiến chiếc tàu ngầm bị hư hại nhẹ. Đến 16 giờ 23 phút, một chiếc Liberator khác cùng thuộc Liên đội 86 RAF tiếp tục tấn công, nhưng hỏa lực phòng không của U-645 đã bắn trúng và gây hư hại cho chiếc B-24, trong khi chiếc tàu ngầm lặn xuống né tránh.
Chiếc tàu ngầm kết thúc chuyến tuần tra và đi đến cảng Brest, bên bờ Đại Tây Dương của Pháp đã bị Đức chiếm đóng, đến nơi vào ngày 22 tháng 6.

### Chuyến tuần tra thứ hai
U-645 khởi hành từ cảng Brest vào ngày 23 tháng 8 cho chuyến tuần tra thứ hai, và hoạt động tại vùng biển Bắc Đại Tây Dương về phía Tây Ireland (Khu vực Tiếp cận phía Tây). Vào ngày 20 tháng 9, nó phóng hai quả ngư lôi kết liễu chiếc tàu Liberty Hoa Kỳ Frederick Douglass 7.176 GRT, vốn thuộc Đoàn tàu ON-202 và đã bị hư hại do trúng ngư lôi phóng từ tàu ngầm U-238. Đến ngày 9 tháng 10, nó lại phóng ngư lôi tấn công Đoàn tàu SC-143, và đánh chìm được chiếc tàu buôn Hoa Kỳ Yorkmarr 5.612 GRT ở vị trí khoảng 475 nmi (880 km) về phía Nam Iceland. Chiếc tàu ngầm kết thúc chuyến tuần tra và đi đến cảng La Pallice tại La Rochelle, cùng bên bờ Đại Tây Dương của Pháp, vào ngày 21 tháng 10.

### Chuyến tuần tra thứ ba – Mất tích
U-645 xuất phát từ cảng La Pallice vào ngày 2 tháng 12 cho chuyến tuần tra thứ ba, cũng là chuyến cuối cùng, và hướng đến khu vực hoạt động được chỉ định phối hợp cùng bầy sói Coronel 2 ở phía Bắc quần đảo Azores. U-645 gửi báo cáo vô tuyến cuối cùng về căn cứ vào ngày 12 tháng 12 ở vị trí khoảng 49°30′B 22°30′T / 49,5°B 22,5°T, sau đó nó hoàn toàn mất liên lạc, và được cho là đã mất với tổn thất toàn bộ 55 thành viên thủy thủ đoàn trên tàu.
Trước đây có nguồn cho rằng U-645 bị đánh chìm trong Đại Tây Dương do trúng mìn sâu thả từ tàu khu trục USS Schenck, ở vị trí về phía Tây Bắc quần đảo Azores, tại tọa độ 45°20′B 21°40′T / 45,333°B 21,667°T vào ngày 24 tháng 12, 1943.

### "Bầy sói" tham gia
U-645 từng tham gia tám bầy sói:
- Không tên (5–10 tháng 5, 1943)
- Isar (10 – 15 tháng 5, 1943)
- Donau 1 (15 – 26 tháng 5, 1943)
- Leuthen (15 – 24 tháng 9, 1943)
- Rossbach (24 tháng 9 – 9 tháng 10, 1943)
- Coronel 2 (13 – 14 tháng 12, 1943)
- Coronel 3 (14 – 17 tháng 12, 1943)
- Borkum (18 – 24 tháng 12, 1943)

### Tóm tắt chiến công
U-645 đã đánh chìm được hai tàu buôn tổng tải trọng 12.788 GRT:
| Ngày             | Tên tàu            | Quốc tịch     | Tải trọng | Số phận      |
| ---------------- | ------------------ | ------------- | --------- | ------------ |
| 20 tháng 9, 1943 | Frederick Douglass | United States | 7.176     | Bị đánh chìm |
| 9 tháng 10, 1943 | Yorkmarr           | United States | 5.612     | Bị đánh chìm |